# جاداری
جاداری (به لاتین: Cadarı یا Çədəri) یک منطقه مسکونی در جمهوری آذربایجان است که در شهرستان قوبا واقع شده است. جاداری ۵۲۳ نفر جمعیت دارد